# Гражданство России
Гражда́нство Росси́йской Федера́ции — устойчивая правовая связь лица с Российской Федерацией, выражающаяся в совокупности их взаимных прав и обязанностей.

## История

### ГражданствоРСФСР
До 1 сентября (14 сентября) 1917 года, даты принятия постановления Временного правительства об учреждении в России республиканской формы правления, в Российской Империи существовал институт подданства, который закреплял правовое неравенство подданных, во многих чертах сложившееся в феодальную эпоху Средневековья.
Подданные Российской империи к октябрю 1917 году подразделялись на несколько разрядов с особым правовым статусом:
- «природные подданные», в составе которых, в свою очередь, выделялись:
  1. дворяне (потомственные и личные);
  2. духовные лица (делились по вероисповеданиям);
  3. городские обыватели (разбивались на группы: почётные граждане, купцы, мещане и цеховые);
  4. сельские обыватели;
- инородцы (восточные народы и евреи);
- финляндские обыватели.

С принадлежностью к той или иной категории подданных законодательство связывало весьма существенные различия в правах и обязанностях. Например, четыре группы природных подданных делились на лиц податного и неподатного состояния. Лица неподатного состояния (дворяне и почётные граждане) пользовались свободой передвижения и получали бессрочные паспорта для проживания на всей территории Российской империи; лица податного состояния (мещане и крестьяне) такими правами не обладали.
После Октябрьской революции Совет Народных Комиссаров и Всероссийский Центральный Исполнительный Комитет 10 (23) ноября 1917 года приняли Декрет «Об уничтожении сословий и гражданских чинов». В нём устанавливалось, что:

1. Все существовавшие доныне в России сословия и сословные деления граждан, сословные привилегии и ограничения, сословные организации и учреждения, а равно и все гражданские чины упраздняются.
2. Всякие звания (дворянина, купца, мещанина, крестьянина и пр., титулы — княжеские, графские и пр.) и наименование гражданских чинов (тайные, статские и проч. советники) уничтожаются и устанавливается одно общее для всего населения России наименование — граждан Российской Республики.
5 апреля 1918 года ВЦИК принял Декрет «О приобретении прав российского гражданства». Он давал возможность иностранцу, проживающему в пределах Российской Социалистической Федеративной Советской Республики, стать российским гражданином. Полномочия принимать в российское гражданство иностранцев были предоставлены местным Советам, которые выдавали им удостоверения о приобретении прав российского гражданства. В исключительных случаях допускалось принятие ВЦИКом в число граждан РСФСР лиц, находящихся за её пределами, через дипломатического представителя РСФСР. Народный комиссариат по внутренним делам регистрировал всех принятых в гражданство иностранцев и публиковал их списки для всеобщего сведения.
Принятая V Всероссийским съездом Советов 10 июля 1918 года Конституция Российской Социалистической Федеративной Советской Республики отнесла издание общих постановлений о приобретении и утрате прав российского гражданства и о правах иностранцев на территории Республики к предметам ведения Всероссийского съезда Советов и ВЦИК (п. «р» ст. 49). За местными Советами Конституция закрепила полномочия «без всяких затруднительных формальностей» предоставлять права российского гражданства, «исходя из солидарности трудящихся всех наций», тем иностранцам, которые проживали в Республике «для трудовых занятий, принадлежали к рабочему классу или к не пользующемуся чужим трудом крестьянству» (ст. 20).

### Гражданство СССР
С образованием Союза Советских Социалистических Республик было введено общесоюзное гражданство СССР. В главе II Основного Закона (Конституции) СССР 1924 года «О суверенных правах союзных республик и о союзном гражданстве» было установлено, что для граждан союзных республик устанавливается единое союзное гражданство.

### Гражданство Российской Федерации
28 ноября 1991 года в связи с распадом СССР Верховным Советом РСФСР был принят закон «О гражданстве РСФСР», который используют с момента опубликования — 6 февраля 1992 года. По факту, сущность российского гражданства заключается в том, что Российская Федерация обозначила себя правопреемником и правопродолжателем Российского государства, Российской республики, Российской Советской Федеративной Социалистической Республики (РСФСР) и Союза Советских Социалистических Республик (СССР); институт российского гражданства соотнесен с принципом непрерывности (континуитета) российской государственности При определении принадлежности лица к гражданству Российской Федерации необходимо применять акты законодательства Российской Федерации и республик в составе Российской Федерации, международные договоры Российской Федерации, бывшего СССР или существовавшего до 7 ноября (25 октября) 1917 года Российского государства, действовавшие на момент наступления обстоятельств, с которыми связывается принадлежность лица к гражданству Российской Федерации.
В связи с изменением наименования государства в названии и тексте Закона слова «Российской Советской Федеративной Социалистической Республики» и «РСФСР» 14 июля 1993 года были заменены словами «Российская Федерация» в соответствующем падеже.
В 1997 году Комиссией по вопросам гражданства при Президенте Российской Федерации было принято решение о разработке новой редакции Закона «О гражданстве Российской Федерации», так как Закон РФ 1991 года разрабатывался в переходный период становления новой российской государственности, и в нём не были учтены особенности последующего развития России, характера взаимоотношений с новыми независимыми государствами, он не полностью соответствовал Конституции РФ 1993 года. К тому же Российская Федерация в 1997 году предприняла шаги по подписанию Европейской конвенции о гражданстве.
1 июля 2002 года вступил в силу Федеральный закон «О гражданстве Российской Федерации», принятый Государственной Думой Российской Федерации 31 мая того же года.
28 октября 2023 года вступил в силу обновленный Федеральный закон «О гражданстве Российской Федерации», принятый Государственной Думой Российской Федерации 28 апреля 2023 года.

## Действующее законодательство о гражданстве России
Вопросы гражданства Российской Федерации регулируются:
- Конституцией Российской Федерации 1993 года;
- международными договорами России;
- Федеральным законом «О гражданстве Российской Федерации» 2023 года;
- а также принимаемыми в соответствии с ними другими нормативными правовыми актами России.

Конституцией России установлено, что вопросы гражданства относятся к компетенции Российской Федерации.

## Принципы гражданства России
Статья 5 Федерального закона содержит принципы гражданства:
- Гражданство Российской Федерации является единым и равным независимо от оснований его приобретения (п. 1);
- Гражданин Российской Федерации не может быть лишен гражданства Российской Федерации или права изменить его (п. 2);
- Проживание гражданина Российской Федерации за пределами Российской Федерации не прекращает его гражданства Российской Федерации (п. 3);
- Гражданин России не может быть выслан за пределы Российской Федерации или выдан иностранному государству (п. 4);
- Законодательство в области гражданства Российской Федерации не может содержать положений, ограничивающих права лиц по признакам социальной, расовой, национальной, языковой или религиозной принадлежности (п. 5);
- Российская Федерация поощряет приобретение гражданства Российской Федерации лицами без гражданства, проживающими в Российской Федерации (п. 6).

## Приобретение гражданства России
Порядок приобретения гражданства России устанавливается в Федеральном законе «О гражданстве Российской Федерации» от 28 апреля 2023 года и определяется в Указе Президента Российской Федерации «Вопросы гражданства Российской Федерации» от 22 ноября 2023 года.
Приобретение гражданства России основано на сочетании двух принципов: «права крови» (jus sanguinis) и «права почвы» (jus soli).
1) Филиация — по рождению. Виды:
- оба его родителя или единственный родитель имеют гражданство Российской Федерации;
- один из его родителей имеет гражданство Российской Федерации, а другой родитель является лицом без гражданства;
- один из его родителей имеет гражданство Российской Федерации, а другой родитель является иностранным гражданином (при условии, что ребенок родился в Российской Федерации);
- один из его родителей имеет гражданство Российской Федерации, а другой родитель является иностранным гражданином (при условии, что ребенок родился за пределами Российской Федерации и не приобрел гражданство (подданство) иностранного государства по рождению);
- оба его родителя или единственный родитель являются иностранными гражданами или лицами без гражданства, постоянно проживающими в Российской Федерации (при условии, что ребенок родился в Российской Федерации и не приобрел гражданство (подданство) иностранного государства по рождению).
- Ребенок, родители или единственный родитель которого на день рождения ребенка являются иностранными гражданами или лицами без гражданства, приобретает гражданство Российской Федерации по рождению, если он родился на водном или воздушном судне, имеющем национальную принадлежность Российской Федерации, и не приобрел гражданство (подданство) иностранного государства по рождению.
- Ребенок, который находится в Российской Федерации и родители которого неизвестны, приобретает гражданство Российской Федерации по рождению в случае, если в течение шести месяцев со дня его обнаружения не будет установлено, что он имеет гражданство Российской Федерации или гражданство (подданство) иностранного государства.

2) Натурализация. Приём в гражданство РФ по заявлению. Критерии для заявителя в общем порядке:
- постоянно проживает в Российской Федерации со дня принятия решения о выдаче вида на жительство в Российской Федерации и до дня подачи заявления о приеме в гражданство Российской Федерации в течение пяти лет;
- владеет русским языком;
- знает историю России и основы законодательства Российской Федерации;

В исключительном порядке в гражданство РФ могут быть приняты лица:
1) имеет особые заслуги перед Российской Федерацией;
2) ввиду своей профессии или квалификации либо по иным причинам представляет интерес для Российской Федерации.
Основания отклонения заявления о приеме в гражданство РФ:
1.Если иностранный гражданин или лицо без гражданства:
- выступают за насильственное изменение основ конституционного строя Российской Федерации или иными действиями создают угрозу безопасности Российской Федерации;
- участвовали в международных, межнациональных, межтерриториальных или иных вооруженных конфликтах;
- участвовали в совершении действий, направленных против российского контингента миротворческих сил и препятствующих исполнению им своих функций или направленных против Вооруженных Сил Российской Федерации;
- участвовали в совершении террористических актов, осуществлении экстремистской деятельности или подготовке к совершению таких актов, осуществлению этой деятельности в отношении граждан Российской Федерации, представительств Российской Федерации в иностранных государствах и при международных организациях, представительств субъектов Российской Федерации в иностранных государствах, а также в отношении сотрудников указанных представительств;
- участвовали в совершении или подготовке к совершению противоправных действий, содержащих хотя бы один из признаков экстремистской деятельности, за осуществление которой законодательством Российской Федерации предусмотрена уголовная, административная или гражданско-правовая ответственность, либо иных действий, создающих угрозу национальной безопасности Российской Федерации или граждан Российской Федерации;
- состоят на военной службе, службе в органах безопасности или правоохранительных органах иностранного государства, если иное не предусмотрено международным договором Российской Федерации;
- преследуются в уголовном порядке компетентными органами Российской Федерации или компетентными органами иностранных государств за преступления, признаваемые таковыми в соответствии с федеральным законом;
- отбывают наказание в виде лишения свободы за действия, преследуемые в соответствии с федеральным законом;
- имеют неснятую или непогашенную судимость за совершение на территории Российской Федерации или за ее пределами умышленных преступлений;
- не соответствуют требованиям для приема в гражданство по общему порядку или не относятся к отдельным категориям иностранных граждан и лиц без гражданства.
- установлен факт представления иностранным гражданином или лицом без гражданства поддельных, подложных или недействительных документов либо факт сообщения иностранным гражданином или лицом без гражданства недостоверных сведений;
- иностранному гражданину или лицу без гражданства не разрешен въезд в Российскую Федерацию.

В гражданство РФ по личному заявлению принимаются лица, ранее имевшие гражданство России.
Критерии:
- совершеннолетие;
- 3 года непрерывного проживания в РФ с момента получения вида на жительство;
- обязательство гражданина исполнять Конституцию РФ и законодательство РФ;
- владение русским языком;
- наличие законного источника средств к существованию.

3) Оптация.
При изменении Государственной границы Российской Федерации лица, проживающие на территории, государственная принадлежность которой изменена, имеют право на выбор гражданства (оптацию) в порядке и сроки, которые установлены федеральным конституционным законом или международным договором Российской Федерации.
4) Следование ребёнка гражданству родителей.
Ребёнок приобретает гражданство РФ в результате приобретения его родителями.
24 июля 2020 года вступили в силу поправки в федеральный закон «О гражданстве Российской Федерации» внесли поправки, упрощающие получение гражданства России для иностранцев:
- Отменена обязанность для приобретение гражданства представить документ о выходе из имеющегося гражданства;
- Отменена обязанность для приобретения гражданства предъявить документы, подтверждающие источник его средств к существованию;
- Граждане Молдавии, Украины, Белоруссии и Казахстана получили право при получении вида на жительства (вне зависимости от срока проживания в России) подать документы на приобретение гражданства;
- Иностранец, окончивший российский вуз, вправе подать на приобретение гражданства, если проработал официально 1 год;

12 октября 2020 года поправки в федеральный закон «О гражданстве Российской Федерации» разрешили трудоспособным иностранцам получить российское гражданство «по детям, проживающим на территории России».
В апреле 2023 года Госдумой были приняты поправки к законодательству РФ, позволяющие ребёнку гражданина РФ приобрести российское гражданство по заявлению одного из родителей без согласия другого.
4 января 2024 года президент России Владимир Путин подписал указ «О приеме в гражданство Российской Федерации иностранных граждан, заключивших контракт о прохождении военной службы в Вооруженных Силах Российской Федерации или воинских формированиях, и членов их семей»; указ, среди прочего, отменял аналогичный указ от 30 сентября 2022 года и устанавливал, что указанные лица имеют право обращаться с заявлением о приёме в гражданство России без соблюдения требований, предусмотренных пунктами 1-4 части 1 статьи 15 Федерального закона от 28 апреля 2023 г. N 138-ФЗ «О гражданстве Российской Федерации». В тот же день Путин подписал аналогичный указ в отношении граждан Украины, родившихся и до 18 марта 2014 года постоянно проживавших в Крыму или Севастополе, а также иных «отдельных категорий иностранных граждан и лиц без гражданства», в частности граждан Афганистана, Сирии, Йемена и Ирака.

### Статистика иностранцев, приобретших гражданство России
Всего со второй половины 2002 года до 2021 года российское гражданство приобрели 7,3 млн человек (без учёта родившихся).
По данным Министерства внутренних дел России в 2019 году число иностранцев, приобретших гражданство России, составило около 500 тысяч человек, а за 11 месяцев 2020 года в гражданство РФ принято более 563 тыс. иностранных граждан, что на 32 % больше, чем за аналогичный период 2019 года.
С января по декабрь 2022 года российское гражданство, по данным миграционной службы получили 691 045 граждан зарубежных государств. Годом ранее эта цифра составила 735 385 иностранцев.
По информации премьер-министра России Михаила Мишустина, с октября 2022 года по май 2023 года паспорта Российской Федерации получили около 1,5 миллионов человек, проживающих на украинских территориях, аннексированных Россией: частях Донецкой, Луганской, Запорожской и Херсонской областей. Он также заявил, что 1,6 миллиона человек в этих регионах получают пенсии, а 1,5 миллионов — социальные пособия.
С начала 2024 года по ноябрь 2024 года на основании указа Владимира Путина об упрощенном порядке получения гражданства РФ для заключивших контракт с Минобороны, РФ предоставила гражданство 3344 иностранцам, участвовавшим в военных действиях на Украине.

### Присяга
Для желающих принять гражданство РФ 12 июля 2017 года Госдумой был принят текст присяги. Законопроект был подписан президентом Путиным и вступил в силу 1 сентября 2017 года.
Текст присяги
Я (фамилия, имя, отчество), добровольно и осознанно принимая гражданство Российской Федерации, клянусь:
соблюдать Конституцию и законодательство Российской Федерации, права и свободы её граждан;
исполнять обязанности гражданина Российской Федерации на благо государства и общества;
защищать свободу и независимость Российской Федерации;
быть верным России, уважать её культуру, историю и традиции.

## Прекращение гражданства России
Основания для прекращения гражданства России:
1. Добровольный выход из гражданства РФ. Необходимо заявление гражданина и исполнение всех обязательств перед Россией: отсутствие задолженностей по налогам, пошлинам, сборам, штрафам или иным обязательствам, в отношении него на территории Российской Федерации не осуществляется исполнительное производство и отсутствие инцидентов привлечения компетентными органами в качестве обвиняемого по уголовному делу и вступившего в отношении гражданина обвинительного приговора, подлежащего исполнению. Также заявитель должен либо иметь гражданство иностранного государства (имеющее обоюдное признание с Российской Федерацией), либо гарантии его приобретения.
2. Обратная оптация. Выбор гражданства другого государства при изменении Государственной границы Российской Федерации.
3. Изменение гражданства родителями.
4. Сообщение заведомо ложных сведений в отношении обязательства соблюдать Конституцию Российской Федерации и законодательство Российской Федерации, выразившееся в том числе в совершении преступления, а также приготовлении к преступлению или покушении на осуществление преступления, или выразившееся в совершении действий, создающих угрозу национальной безопасности Российской Федерации. При этом отмена решения о выдаче гражданства лицу на основании совершения им одного из преступлений, перечисленных в ст. 24 Федерального Закона от 28.04.2023 №138-ФЗ “О гражданстве Российской Федерации” осуществляется вне зависимости от времени совершения соответствующего преступления, даты вынесения приговора суда об осуждении лица за совершение соответствующего преступления и даты принятия решения о приеме в гражданство Российской Федерации.
5. Установление судом факта представления лицом, получившим гражданство, поддельных, подложных или недействительных документов либо сообщения им заведомо ложных сведений, на основании которых принималось решение о приеме в гражданство Российской Федерации или решение о признании гражданином Российской Федерации. Гражданство не может быть прекращено по этому основанию по истечении 10 лет, однако в исключительных случаях может быть прекращено после истечения срока по согласованию с Президентом Российской Федерации и по его решению.

Отказ от гражданства России, в отсутствие другого гражданства и без гарантий приобретения такового, Конституцией РФ и действующим законодательством допускался до вступления в силу Федерального закона от 31.05.2002 № 62-ФЗ «О гражданстве Российской Федерации», не допускающего такой выход.
По решению Конституционного суда России статья 6 Конституции России и пункт b статьи 4 Европейской конвенции о гражданстве разрешают не допускать выхода из гражданства в случае, если человек в результате становится лицом без гражданства.
По информации МВД России в 2022 году добровольный выход из российского гражданства на территории страны был оформлен 40 заявителям.
18 апреля 2023 года Государственная Дума одобрила поправки к законодательству РФ, предусматривающие лишение приобретённого гражданства для осуждённых по 74 статьям УК РФ, покрывающим такие преступления как участие в массовых беспорядках, публичные призывы к сепаратизму и экстремистской деятельности, реабилитацию нацизма, дискредитацию Вооруженных сил и оказывающих им содействие организаций и распространение ложных сведений о них, диверсии, дезертирство, развратные действия в отношении несовершеннолетних, неоднократное нарушение правил проведения массовых уличных мероприятий и ряд других составов.
В августе 2024 года президент РФ Владимир Путин подписал закон, согласно которому стало возможным лишение приобретенного гражданства России в случае отказа от постановки на воинский учет. Инициаторами законопроекта выступили депутаты «Единой России» и спикер Государственной Думы Вячеслав Володин. По пояснительной записке к документу указывалось, что случаи уклонения мигрантов оказывают негативное влияние на настроения в обществе, а также подрывают институт гражданства.
31 июля 2025 года президент РФ Владимир Путин подписал закон, расширяющий количество оснований, согласно которым можно лишиться приобретенного гражданства России. Среди них: совершение насильственных действий сексуального характера; убийство; развратные действия в отношении ребенка; вовлечение в занятие проституцией несовершеннолетнего; организацию занятия проституцией с участием несовершеннолетнего; публичные призывы к осуществлению террористической деятельности, оправдание или пропаганда терроризма; сотрудничество на конфиденциальной основе с иностранным государством, международной либо иностранной организацией против безопасности России; оказание содействия в исполнении решений международных организаций, в которых РФ не участвует, или иностранных государственных органов; оказание помощи противнику в деятельности, заведомо направленной против безопасности России; изготовление и оборот материалов с порнографическими изображениями несовершеннолетних и другие.

## Множественное гражданство
В ряде случаев возможна такая ситуация, когда гражданин России является одновременно гражданином других государств.
Множественное гражданство — наличие у гражданина Российской Федерации гражданства (подданства) иностранного государства, с которым Российской Федерацией не заключен международный договор о двойном гражданстве.
Пребывание в множественном гражданстве не делает исключений из обязанностей для таких лиц. Такое лицо, как правило, обязано платить налоги в двух государствах, нести воинскую обязанность в двух государствах, лишается права занимать определённые должности (адвоката, судьи, госслужащего и т. д.).
Согласно ст. 62 Конституции РФ, гражданин РФ «…может иметь гражданство иностранного государства (двойное гражданство) в соответствии с федеральным законом или международным договором Российской Федерации». Гражданин Российской Федерации, имеющий также иное гражданство, рассматривается Российской Федерацией только как гражданин Российской Федерации, за исключением случаев, предусмотренных международным договором Российской Федерации или федеральным законом.
Приобретение гражданином Российской Федерации иного гражданства не влечет за собой прекращение гражданства Российской Федерации.
Согласно части 2 статьи 10 Федерального закона "О гражданстве Российской Федерации" приобретение гражданином Российской Федерации иного гражданства(подданства) иностранного государства не влечет за собой прекращение гражданства Российской Федерации.
В настоящее время действуют следующие международные договоры Российской Федерации, регулирующие вопросы множественного (двойного) гражданства:
- Договор между Российской Федерацией и Республикой Таджикистан об урегулировании вопросов двойного гражданства (1995 год).
- Федеральный закон "Об особенностях правового положения граждан Российской Федерации, имеющих гражданство Украины" от 18.03.2023 N 62-ФЗ (последняя редакция)
- Распоряжение Президента Российской Федерации от 09.09.2022 № 279-рп "О подписании Соглашения между Российской Федерацией и Республикой Абхазия об урегулировании вопросов двойного гражданства"

До 18 мая 2015 года действовало Соглашение между Российской Федерацией и Туркменистаном об урегулировании вопросов двойного гражданства (1993 год).
К настоящему времени термин «двойное гражданство» в России должен применяться только к гражданам одновременно России и Таджикистана. Во всех остальных случаях должно использоваться понятие «иное гражданство», «второе гражданство».
При этом вопросы двойного гражданства, также как вопросы иного гражданства, до конца не урегулированы. Так, на 2019 год в Туркменистане продолжают проживать около 40 тысяч обладателей двойного гражданства России и Туркменистана. А наличие двойного гражданства России и Таджикистана/Туркменистана, как и наличие иного гражданства, является препятствием при трудоустройстве на госслужбу. Поэтому обычно как обладатели двойного гражданства, так и обладатели второго гражданства считаются лицами с иностранным гражданством без различий.

## Правовой статус гражданина России
Права и свободы человека в России закреплены в главе 2 Конституции «Права и свободы человека и гражданина». Провозглашается, что гражданин Российской Федерации обладает на её территории всеми правами и свободами и несёт равные обязанности, предусмотренные Конституцией России.
В науке права и свободы человека разделяются на шесть групп:
- Личные;
- Политические;
- Экономические;
- Социальные;
- Культурные;
- Экологические.

При этом личные права связаны со статусом гражданина как человека (например, право на жизнь) и потому присущи всем людям. Политические же права вытекают из состояния гражданства. Поэтому при наличии иного гражданства, гражданин России лишается некоторых политических прав (ограничения по государственной и муниципальной службе, ущемление пассивного избирательного права, ограничения при занятии некоторых должностей и т. д.).
Правам корреспондируют обязанности.

### Гражданство Российской Федерации и брак
Отношения по данному вопросу урегулированы статьёй 8 закона:
- Заключение или расторжение брака между гражданином Российской Федерации и лицом, не имеющим гражданства Российской Федерации, не влечет за собой изменение гражданства указанных лиц;
- Изменение гражданства одним из супругов не влечет за собой изменение гражданства другого супруга;
- Расторжение брака не влечет за собой изменение гражданства родившихся и усыновленных (удочеренных) в этом браке детей

После регистрации брака требуется получить разрешение на временное проживание (РВП). Оно действительно три года. Благодаря такому разрешению появляется право работать без получения дополнительных документов.

### Гражданство ребенка и недееспособного лица
Отношения по данному вопросу урегулированы статьёй 8 закона:
- Гражданство ребенка следует гражданству родителей (усыновителей) или единственного родителя (усыновителя) в соответствии с настоящим Федеральным законом.
- Гражданство Российской Федерации ребёнка не может быть прекращено, если в результате прекращения гражданства Российской Федерации он станет лицом без гражданства
- Если гражданство Российской Федерации одного из родителей (усыновителей) прекращается, а другой родитель (усыновитель) остается гражданином Российской Федерации, их ребенок сохраняет гражданство Российской Федерации
- Гражданство Российской Федерации ребенка может быть прекращено одновременно с прекращением гражданства Российской Федерации одного из родителей (усыновителей) при наличии одного из следующих документов
  1. письменное и нотариально удостоверенное в соответствии с законодательством Российской Федерации согласие другого родителя (усыновителя), являющегося гражданином Российской Федерации;
  2. вступившее в законную силу решение суда об объявлении другого родителя (усыновителя) умершим, или о признании его безвестно отсутствующим, или о лишении его родительских прав;
  3. свидетельство о смерти другого родителя (усыновителя);
  4. составленное в произвольной форме заявление одного из родителей (усыновителей) об отсутствии у него сведений о наличии возражений другого родителя (усыновителя), который является гражданином Российской Федерации и местонахождение которого заявителю неизвестно, относительно прекращения гражданства Российской Федерации ребенка;
  5. свидетельство о рождении ребенка, в котором отсутствует запись о другом родителе
- Гражданство ребенка не изменяется при изменении гражданства его родителей, лишенных родительских прав. В случае изменения гражданства ребенка согласие его родителей, лишенных родительских прав, не требуется
- Гражданство Российской Федерации ребенка или недееспособного лица, над которыми установлены опека или попечительство иностранного гражданина, может быть прекращено в порядке, предусмотренном настоящим Федеральным законом, если это не противоречит интересам таких ребенка или недееспособного лица
- Ребенок, являющийся гражданином Российской Федерации, при усыновлении (удочерении) его иностранными гражданами или иностранным гражданином сохраняет гражданство Российской Федерации. Гражданство Российской Федерации ребенка, усыновленного (удочеренного) иностранными гражданами или иностранным гражданином, может быть прекращено по заявлению обоих усыновителей или единственного усыновителя в порядке, предусмотренном настоящим Федеральным законом, если это не противоречит интересам такого ребенка
- Для приобретения гражданства Российской Федерации ребенком в возрасте от четырнадцати до восемнадцати лет или прекращения гражданства Российской Федерации такого ребенка необходимо его письменное согласие. Подлинность подписи ребенка свидетельствуется в порядке, определенном положением о порядке рассмотрения вопросов гражданства Российской Федерации

## Атрибутыгражданина Российской Федерации
В статье 9 закона сказано, что документом, удостоверяющим гражданство Российской Федерации, является паспорт гражданина Российской Федерации.

### Паспорт
Паспорт гражданина Российской Федерации является основным документом, удостоверяющим личность гражданина Российской Федерации на территории Российской Федерации. Паспорт обязаны иметь все граждане Российской Федерации, достигшие 14-летнего возраста и проживающие на территории Российской Федерации.
В соответствии с ГК РФ, граждане приобретают права и исполняют обязанности под своим именем, фамилией и отчеством. Формально паспорт не нужен для того, чтобы гражданин обрёл гражданские права и смог исполнить обязанности. Однако отсутствие паспорта резко сокращает возможности гражданина реализовать свои права, даже если у него сохраняется заграничный паспорт, водительское удостоверение или военный билет, позволяющие его однозначно идентифицировать.
В 2010 году Федеральной миграционной службой России выявлено 65 тысяч человек, проживающих в России, имеющих российский паспорт, но не имеющих российского гражданства, так как на момент получения ими паспортов их данные не поступили в единую информационную базу. 35 тысяч паспортов на декабрь месяц было изъято. Их владельцам предстоит доказывать правомочность своего российского гражданства в суде.